# Tom Pillibi
«Tom Pillibi» fue la canción ganadora del Festival de la Canción de Eurovisión 1960. Interpretada en francés por Jacqueline Boyer, la canción fue la segunda victoria para Francia en los primeros cinco años de la historia del Festival.
En la canción, de ritmo moderadamente rápido, una chica habla de su amado, el personaje del título. Describe su riqueza material (dos castillos, barcos, otras mujeres que quieren estar con él) antes de admitir que tiene "un pequeño fallo": que es "tan mentiroso" que todo lo que ha dicho anteriormente sobre él no es verdad.
A este tema le sucedió como ganadora, la canción "Nous les amoureux" en el Festival de la Canción de Eurovisión 1961, interpretada por Jean-Claude Pascal, representante de Luxemburgo.